# Phalera javana
Phalera javana är en fjärilsart som beskrevs av Moore 1859. Phalera javana ingår i släktet Phalera och familjen tandspinnare. Inga underarter finns listade i Catalogue of Life.